# Список глав государств в 113 году
Список глав государств в 112 году — 113 год — Список глав государств в 114 году — Список глав государств по годам

## Африка
- Мероитское царство (Куш) — Аритениесбехе, царь (108 — 132)

## Азия
- Армения Великая:
  - Ашхадар, царь (110 — 113)
  - Партамасир, царь (113 — 114)
- Иберия — Митридат III, царь (106— 116)
- Китай (Династия Восточная Хань) — Ань-ди (Лю Ху), император (106 — 125)
- Корея (Период Трех государств):
  - Когурё — Тхэджохо, тхэван (53 — 146)
  - Пэкче — Киру, король (77 — 128)
  - Силла — Чима, исагым (112 — 134)
- Кушанское царство — Вима Кадфиз, великий император  (105 — 127)
- Осроена — Абгар VII, царь  (109 — 116)
- Парфия:
  - Хосрой, шах (105 — 129)
  - Вологез II, шах (105 — 147)
- Сатавахана — Гаутамипутра Сатакарни, махараджа  (112 — 136)
- Хунну — Тань, шаньюй (98—124)
- Япония — Кэйко, тэнно (император) (71 — 130)

## Европа
- Боспорское царство — Савромат I, царь  (90 — 123)
- Ирландия — Федлимид Рехтмар, верховный король (110 — 119)
- Римская империя:
  - Траян, римский император (98 — 117)
  - Луций Публилий Цельс, консул (113)
  - Гай Клодий Криспин, консул (113)

## Галерея

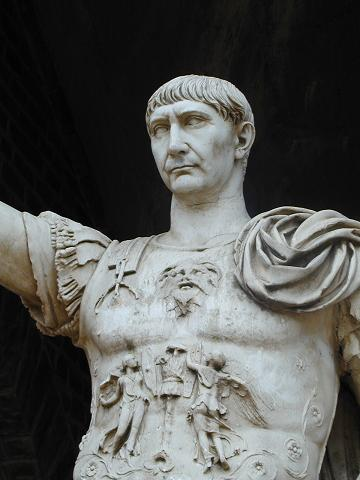
Марк Ульпий Траян 98—117 Император Римской империи
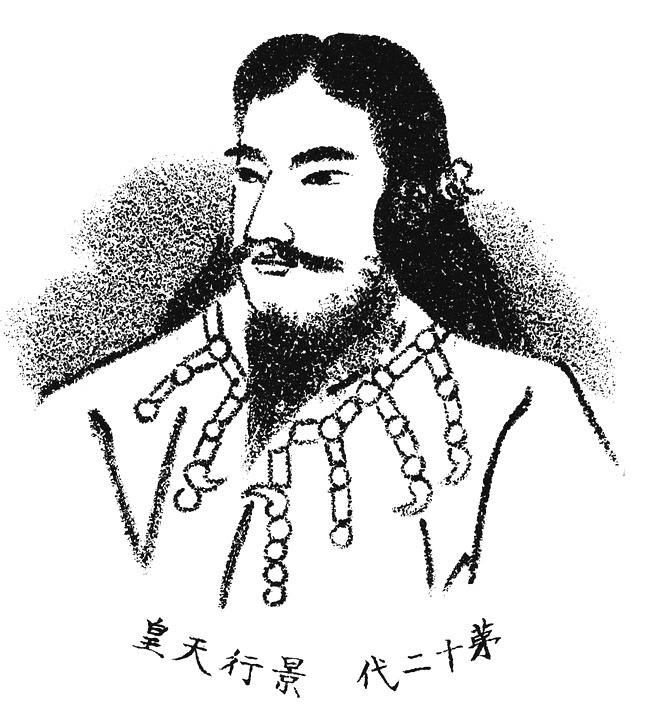
Кэйко 71—130 Император Японии